# Polydesmus lambranus
Polydesmus lambranus är en mångfotingart som beskrevs av Karl Wilhelm Verhoeff 1936. Polydesmus lambranus ingår i släktet Polydesmus och familjen plattdubbelfotingar. Inga underarter finns listade i Catalogue of Life.